# The Ultimate Ride
The Ultimate Ride — компьютерная игра 1990 года в жанре гоночного симулятора, разработанная студией Gray Matter в сотрудничестве со студией Imagexcel и изданная компанией Mindscape. Игра была выпущена на компьютеры Amiga и Atari ST.

## Игровой процесс
The Ultimate Ride — гоночная игра на мотоциклах от первого лица с шестью японскими мотоциклами на выбор. Цель игрока — участие и победа в гонках.
Хотя игра и не представляет собой полноценный симулятор, управление в ней, требующее от игрока осторожного обращения со своим транспортом, приближено к реальному. Самым важным же аспектом игры являются шесть традиционных трасс, на которых игрок должен преодолевать разного рода препятствия, такие, как дикие животные или же другие транспортные средства (однако встречного движения в игре нет).
Единственный вариант настройки мотоциклов — выбор между механической или автоматической коробкой передач и смена шин, в зависимости от погоды и условий на дороге.

### Мотоциклы
В игре имеется 6 доступных мотоциклов:
- Honda CBR 600
- Honda RC30
- Kawasaki ZX-R Ninja
- Suzuki GSX-R 1100
- Yamaha V-Max
- Yamaha Fazer

### Машины
В игре имеется 6 автомобилей, которые можно встретить во время поездки по трассе.
- Chevrolet Corvette 1963
- Ferrari F40 1989
- Jeep CJ-7
- Mercedes-Benz SL
- Nissan 300ZX 1989
- Porsche 911 Turbo

## Отзывы критиков
Журнал Raze дал игре 73 балла из 100 возможных, на обеих платформах, журнал похвалил многие аспекты игры, но из-за малого количества контента игра им показалась скучной.
Журнал Computer and Video Games (CVG) дали игре оценку 68 баллов из 100 возможных, прокомментировав свою оценку так: «3D-эффект езды по различным трассам получается медленным и резким, а обнаружение столкновений, мягко говоря, довольно хитроумным. Звуковые эффекты состоят из нескольких достаточно приличных саундтреков, но „рёв“ двигателя мотоцикла звучит так, как будто какого-то бедного, несчастного цыплёнка медленно душат. Режим с разделённым экраном для двух игроков довольно забавен на некоторое время, но, к сожалению, видимость для каждого игрока очень ограничена. В Ultimate Ride довольно весело сесть и поиграть несколько минут, но его легко превзойти любителям острых ощущений команды Suzuki от Gremlin.»
Немецкий журнал Amiga Joker оценил игру на 58 баллов.
Amiga Power дали игре 33 балла: «Ещё одна неудачная попытка сбалансировать точность моделирования и удовольствие от игры.»